# Esselte
Esselte — компания закрытого типа, штаб-квартира которой расположена в городе Стокгольм.

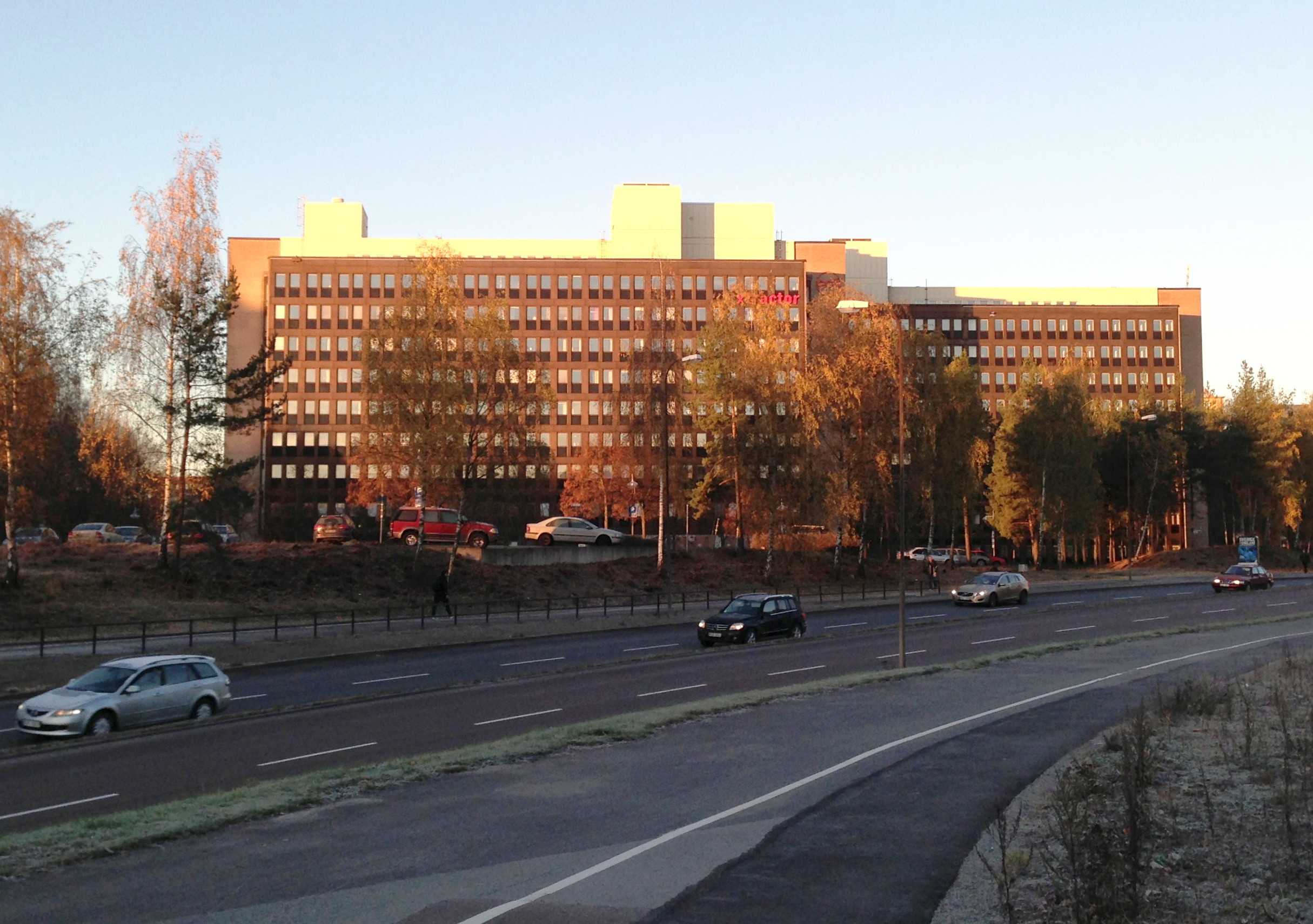
Подразделение в Сольне

Владеет компанией бостонская частная фирма на паях J.W. Childs Associates. Esselte является холдинговой компанией, специализирующейся на товарах для офиса. Ей принадлежит несколько компаний, включая Pendaflex, Leitz, Oxford, Xyron, а также собственно Esselte.
Название Esselte происходит от названия объединения тринадцати шведских полиграфических компаний SLT (Sveriges Litografiska Tryckeri), созданного в 1913 году и позднее переименованного в Esselte (произношение аббревиатуры).
В ноябре 2005 года Esselte продала компанию Dymo компании Newell Rubbermaid за $730 млн. В декабре 2005 года Гэри Брукс стал президентом и главным исполнительным директором Esselte.